# Giraffa
Giraffa és un gènere de mamífers artiodàctils africans, que actualment són els animals terrestres més alts existents i també els remugants més grossos. Un estudi publicat el 2016 revelà que hi ha quatre espècies vivents de girafa en lloc de només una. Actualment, el gènere inclou onze espècies descrites a partir del ADN mitocondrial, de les quals set són extintes, i l'espècie tipus n'és la Giraffa camelopardalis, que és l'única acceptada per la UICN. L'espècie G. attica anteriorment era considerada part de Giraffa però fou reclassificada com a Bohlinia attica el 1929.
Les principals característiques de les girafes són un coll i unes potes extremament llargues, els seus ossicons i el seu distintiu patró de colors en el pelatge. Es classifiquen dins la família dels giràfids, juntament amb el seu altre únic parent viu, l'ocapi. La seva àmplia àrea d'extensió abasta des del Txad al nord fins a Sud-àfrica al sud i des del Níger a l'oest fins a Somàlia a l'est. Les girafes habiten en sabanes i boscos poc frondosos. La seva dieta consisteix en fulles, fruits i flors d'arbres, principalment de la mimosòidia. Pasturen aquests aliments de les parts més altes d'aquestes plantes, on els altres animals no poden arribar. Poden ser depredades per lleons, lleopards, hienes tacades i pel gos salvatge africà. Les girafes viuen en ramats familiars de femelles i les seves cries o bé en grups de mascles solters no emparentats entre si. Els mascles estableixen jerarquies entre ells a través de lluites en les quals utilitzen el coll com a arma (necking en anglès). El mascle que en surt vencedor pot aparellar-se amb les femelles, les quals crien la descendència per si soles.
Les girafes han cridat l'atenció històricament a diferents cultures, tant antigues com actuals, per la seva peculiar aparença, i han estat sovint representades en pintures, llibres i dibuixos. Es troba classificada a la Unió Internacional per a la Conservació de la Natura com a espècie vulnerable a l'extinció i ha estat extinta localment de moltes regions del seu hàbitat original. Les girafes encara es poden trobar avui dia en nombrosos grups en parcs nacionals i reserves de caça però les estimacions del 2016 indiquen que hi ha aproximadament 97.500 individus en llibertat, amb 1.144 individus més vivint en captivitat.

## Etimologia
El nom giraffa té els seus orígens en la paraula àrab zarafa (àrab: زرافة, zarāfa), mot que potser tindria en el origen en el mot somali geri, que vol dir ‘animals’. El nom àrab prové d'una arrel que també significa ‘saltar’ o ‘anar de pressa’. Hi hagué moltes variants de la paraula en anglès mitjà, tals com jarraf, ziraph i gerfauntz. La paraula giraffa, en italià, va sorgir el 1590. La forma moderna actual prengué forma a partir del 1600 del francès: girafe. En català, la primera documentació del terme és del 1839. El nom de l'espècie tipus, camelopardalis, prové del llatí, que al seu torn prové del grec antic, fent referència a la seva forma de camell i al seu patró de colors semblant al lleopard.

## Taxonomia
Les girafes actuals foren classificades per Carl von Linné el 1758. Linné assignà el nom Cervus camelopardalis. Morten Thrane Brünnich classificà el gènere Giraffa el 1772.
La girafa és, juntament amb l'ocapi, una de les dues úniques espècies vivents de giràfid, de l'ordre dels artiodàctils. Aquesta família fou molt més extensa en el passat, amb més de deu gèneres fòssils descrits. Els parents més pròxims coneguts dels giràfids són els climacoceràtids. Aquests, juntament amb els antilocàprids, formen la superfamília dels girafoïdeus. Aquests animals pogueren haver evolucionat de la família extinta paleomerícids, els quals foren possiblement els avantpassats dels cérvols.
L'allargament del coll sembla que començà en una etapa molt primerenca del llinatge de les girafes. Comparacions entre les girafes i els seus avantpassats més antics suggereixen que les vertebres properes al crani s'allargaren abans, seguides de les vertebres de més avall. Un avantpassat de les girafes fou Canthumeryx, el qual ha estat datat diverses vegades, de fa 25-20 milions d'anys, així com fa 17-15 milions d'anys o 18-14. Se n'han trobat diversos fòssils a Líbia. Aquest animal era de mida mitjana, esvelt i de cos semblant a un antílop. Giraffokeryx aparegué fa aproximadament 15 milions d'anys al subcontinent Indi i s'assemblà a l'ocapi actual o a una girafa petita, amb un coll larg i uns ossicons semblants als actuals. Giraffokeryx podria haver compartit clade amb altres giràfids més grossos com Sivatherium i Bramatherium.

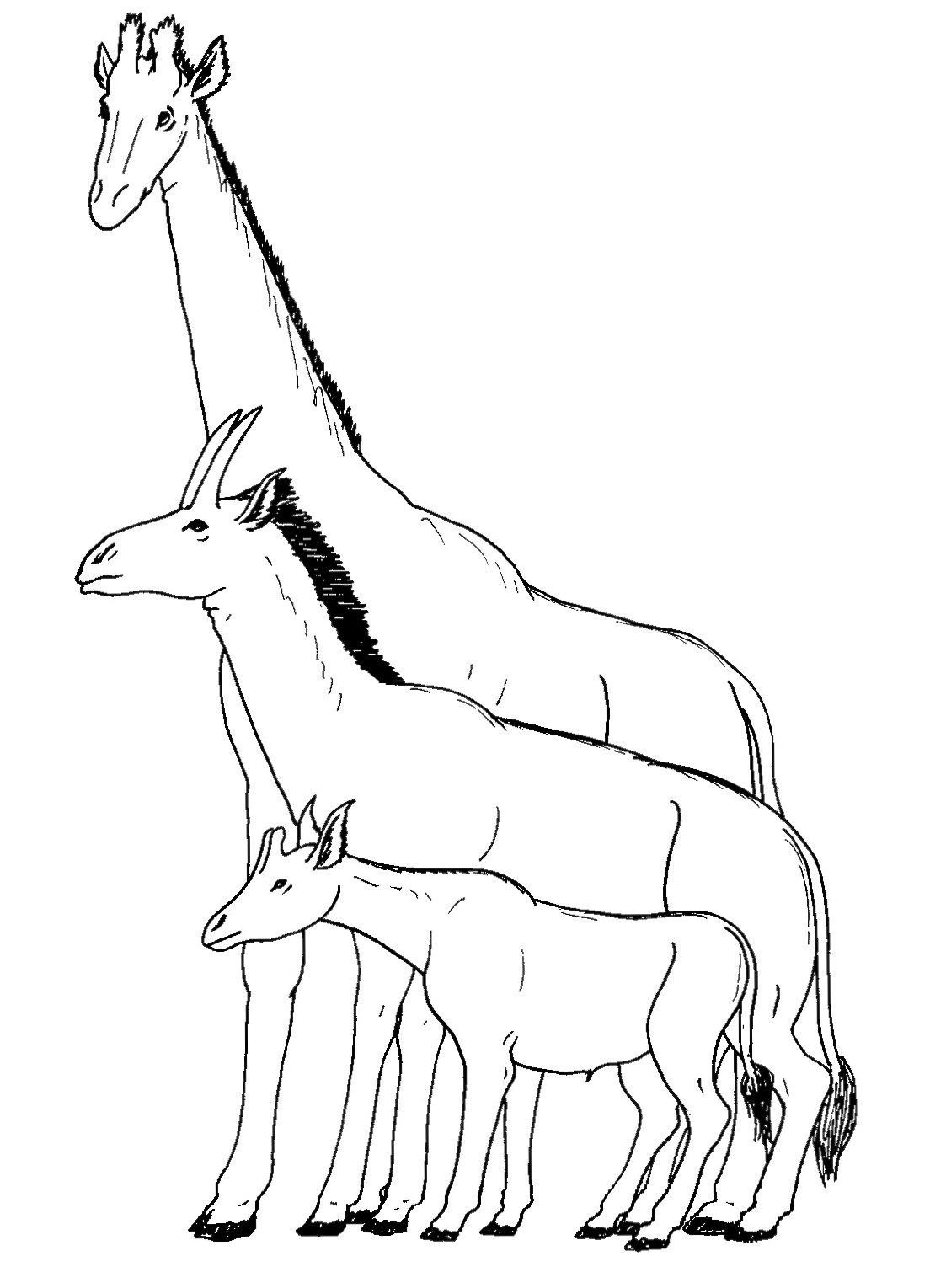
El giràfid extint Samotherium (mig) en comparació amb l'ocapi (a sota) i la girafa. L'anatomia de Samotherium sembla mostrar una transició cap a un coll com el de la girafa.

### Evolució
|  | Cervidae                                              |
|  |                                                       |
|  | \| \| Bovidae \| \| \| \| \| \| Moschidae \| \| \| \| |
|  |                                                       |
|  | Bovidae                                               |
|  |                                                       |
|  | Moschidae                                             |
|  |                                                       |

|  | Bovidae   |
|  |           |
|  | Moschidae |
|  |           |

|  | Cervidae                                              |
|  |                                                       |
|  | \| \| Bovidae \| \| \| \| \| \| Moschidae \| \| \| \| |
|  |                                                       |
|  | Bovidae                                               |
|  |                                                       |
|  | Moschidae                                             |
|  |                                                       |

|  | Bovidae   |
|  |           |
|  | Moschidae |
|  |           |

|  | Cervidae                                              |
|  |                                                       |
|  | \| \| Bovidae \| \| \| \| \| \| Moschidae \| \| \| \| |
|  |                                                       |
|  | Bovidae                                               |
|  |                                                       |
|  | Moschidae                                             |
|  |                                                       |

|  | Bovidae   |
|  |           |
|  | Moschidae |
|  |           |

|  | Cervidae                                              |
|  |                                                       |
|  | \| \| Bovidae \| \| \| \| \| \| Moschidae \| \| \| \| |
|  |                                                       |
|  | Bovidae                                               |
|  |                                                       |
|  | Moschidae                                             |
|  |                                                       |

|  | Bovidae   |
|  |           |
|  | Moschidae |
|  |           |

|  | Cervidae                                              |
|  |                                                       |
|  | \| \| Bovidae \| \| \| \| \| \| Moschidae \| \| \| \| |
|  |                                                       |
|  | Bovidae                                               |
|  |                                                       |
|  | Moschidae                                             |
|  |                                                       |

|  | Bovidae   |
|  |           |
|  | Moschidae |
|  |           |

|  | Cervidae                                              |
|  |                                                       |
|  | \| \| Bovidae \| \| \| \| \| \| Moschidae \| \| \| \| |
|  |                                                       |
|  | Bovidae                                               |
|  |                                                       |
|  | Moschidae                                             |
|  |                                                       |

|  | Bovidae   |
|  |           |
|  | Moschidae |
|  |           |

|  | Cervidae                                              |
|  |                                                       |
|  | \| \| Bovidae \| \| \| \| \| \| Moschidae \| \| \| \| |
|  |                                                       |
|  | Bovidae                                               |
|  |                                                       |
|  | Moschidae                                             |
|  |                                                       |

|  | Bovidae   |
|  |           |
|  | Moschidae |
|  |           |

|  | Cervidae                                              |
|  |                                                       |
|  | \| \| Bovidae \| \| \| \| \| \| Moschidae \| \| \| \| |
|  |                                                       |
|  | Bovidae                                               |
|  |                                                       |
|  | Moschidae                                             |
|  |                                                       |

|  | Bovidae   |
|  |           |
|  | Moschidae |
|  |           |